# 남아프리카도깨비쥐
남아프리카도깨비쥐(Saccostomus campestris)는 붉은숲쥐과에 속하는 설치류의 일종이다., 기재되지 않은 종들의 복합종을 실제로 대표하는 것으로 보는 시각이 있다. 앙골라와 보츠와나, 콩고민주공화국, 말라위, 우간다, 모잠비크, 나미비아, 남아프리카공화국, 탄자니아, 짐바브웨의 남아프리카에서 발견된다. 에스와티니에서도 서식하는 것으로 추정하고 있다. 사바나 지역 산림과 해발 50m와 2000m 사이의 다양한 서식지에서 산다. 나미비아의 건조 지역에서도 발견된다. 개체수가 풍부하고, 서식지에 대한 사람들의 교란에 대한 저항력을 갖고 있다.